# Arma de fuego corta

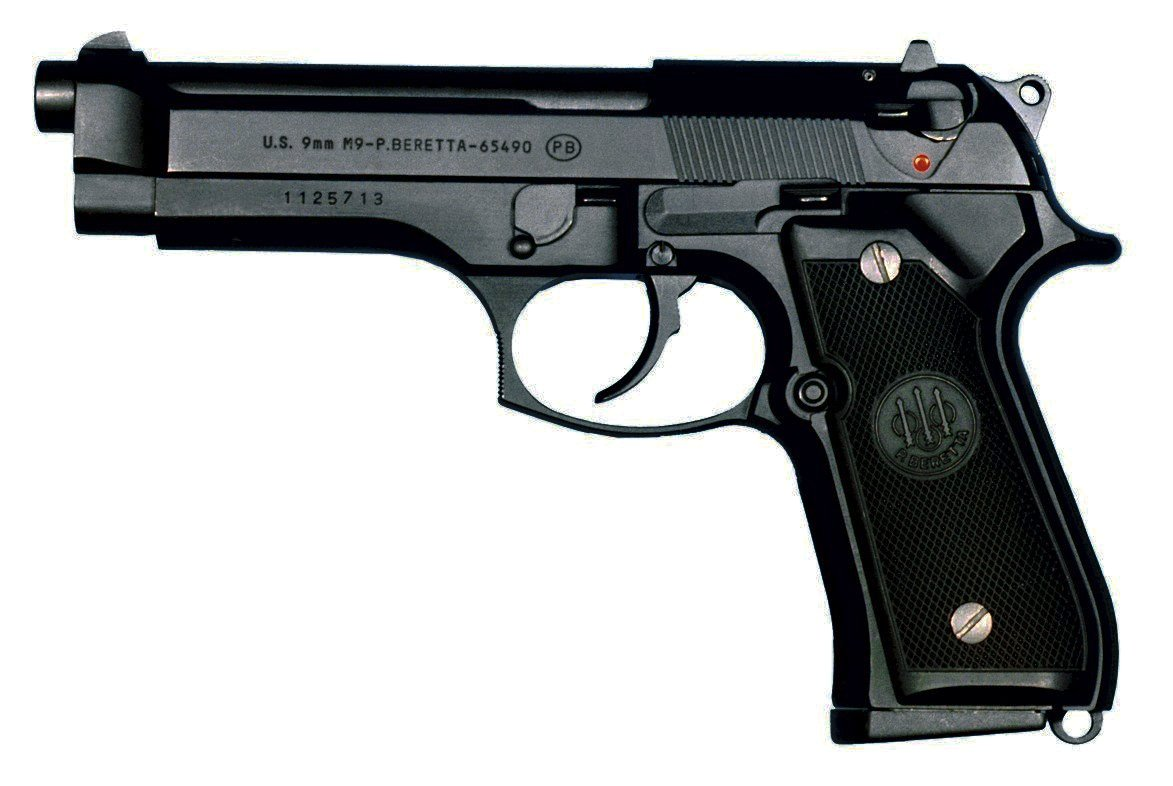
Pistola Beretta M9

Un arma corta es un arma de fuego con un cañón corto y que se puede empuñar con una sola mano. 

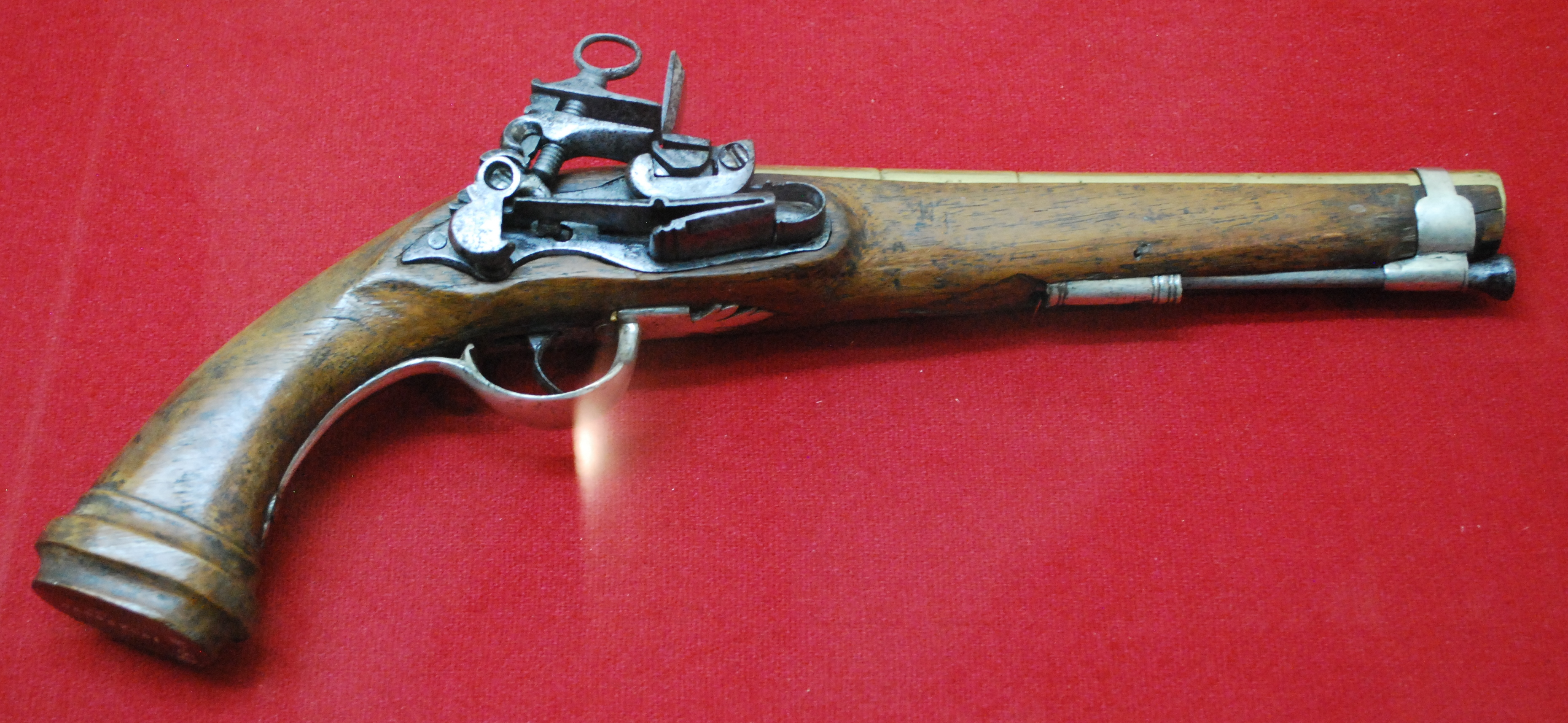
Pistola de chispa del

Arma de fuego corta sería aquella cuyo cañón no exceda de 30 centímetros (cm) o cuya longitud total no exceda de 60 cm.
A diferencia de las armas largas, no poseen una culata la cual apoyar sobre el hombro. Ejemplos: Pistola y revólver.

## En España
En España el actual reglamento de armas establece como arma corta: Arma de fuego cuyo cañón no exceda de 30 cm o cuya longitud total no exceda de 60 cm. Si el arma no alcanza una de estas dos medidas, se considera un arma corta.
Para que se considere arma larga debe superar una de las dos medidas (o ambas). A modo de ejemplo:
- Un arma de 12 cm de cañón y 65 cm de longitud total (de la boca de fuego a la vertical de la cantinera o culata) se considera arma larga.
- Un arma de 33 cm de cañón y 45 cm de longitud total, se considera arma larga.
- Un arma de 35 cm de cañón y 75 cm de longitud total, se considera arma larga.

- Datos: Q1574963
- Multimedia: Handguns / Q1574963